# ميلتون أكسل مولر
ميلتون أكسل مولر (بالإسبانية: Milton Axel Müller)‏ (28 مايو 1990 بروساريو في الأرجنتين - ) هو لاعب كرة قدم أرجنتيني في مركز الوسط. شارك مع منتخب الأرجنتين تحت 20 سنة لكرة القدم. أما مع النوادي، فقد لعب مع سارمينتو دي ريسيستينثيا ونادي لاريسا ويونيكوس ولاتينا كالتشيو ونادي أريتسو وA.C. Barnechea ‏ وDigenis Akritas Morphou FC ‏ ونادي أتليتيكو ألدوسيفي.

## وصلات خارجية
- ميلتون أكسل مولر على موقع قاعدة بيانات كرة القدم.إي يو (الإنجليزية)
- ميلتون أكسل مولر على موقع Soccerway.com (الإنجليزية)